# Battina Raggi
Pour les articles homonymes, voir Brignole et Raggi.
Battina Raggi, marquise de Brignole-Sale, est une femme noble italienne, morte en 1747.

## Biographie
Fille de Giovanni-Battista Raggi, patricien génois, elle avait épousé Gian Francesco II Brignole Sale en 1731, devenant ainsi marquise de Brignole-Sale

## Iconographie
Son portrait a été peint par Hyacinthe Rigaud en 1739 et est conservé au Palazzo Rosso de Gênes. Anciennement attribué à Gaspard Rigaud, ce tableau (avec son pendant masculin) est considéré par Michel et Cochin comme l’un des « deux portraits de Rigaud, dans ses derniers temps, secs et de couleur rouge ; mais dessinés avec justesse, et d’une exécution très finie ». 
Les archives historiques de la commune de Gênes conservent un reçu de Rigaud qui attestent du règlement à l'artiste de 1 200 livres, soit le prix de l'effigie de l'épouse du doge : 

« J’ay reçu de Monsieur Verzure la somme de douze
cent livres qu’il m’a payé pour le compte de S. E.
M. le marquis Brignole avec lequel il s’en entendra.
A Paris, le 16 avril 1738. »

Un autre reçu du sculpteur Charles-Louis Maurizan atteste également de la confection des bordures (cadres) pour un montant de 720 livres : 

« J’ay receu de Monsaigneur le
marqui de Brignolet envoiez de Jaine
par les mains de Monsieur Brun la somme
de sept cent vingt livres pour deux
cadre de tableaux que j’ay livrés à son
exselance, dont je quite mondisaigneur
de tout chauze. A Paris le 19 janvier mille
sept cent trante neuf. Maurisan » »

 Les caisses furent envoyées via Marseille comme le montre un Etat des équipages envoyés à Marseille.